# Blok C
Blok C (oryg. C Blok) – film fabularny produkcji tureckiej z 1994, w reżyserii Zeki Demirkubuza.

## Fabuła
Niskobudżetowy debiut Zeki Demirkubuza. Tülay, żona biznesmena jest młodą kobietą, która w czasie licznych podróży męża spędza samotnie czas w mieszkaniu znajdującym się w Ataköy, jednej z dzielnic Stambułu, zamieszkanych przez klasę średnią. Sama próbuje się odnaleźć w opresyjnej atmosferze wielkomiejskiego osiedla, gdzie jest obserwowana przez Halita, jednego z sąsiadów.
Polska premiera filmu odbyła się w ramach Festiwalu Era Nowe Horyzonty.

## Obsada
- Serap Aksoy jako Tülay
- Fikret Kuşkan jako Halit
- Zuhal Gencer jako Aslı
- Selçuk Yöntem jako Selim
- Ulku Duru jako Fatos
- Güler Ökten jako matka Tülaya
- Cüneyt Uzunlar jako morderca
- Ajlan Aktug jako ojciec Halita
- Feridun Koc

## Nagrody i wyróżnienia
- Międzynarodowy Festiwal Filmowy w Ankarze
  - Nagroda za reżyserski debiut
  - Specjalna nagroda jury
  - Nagroda za najlepszy montaż
- Międzynarodowy Festiwal Filmowy w Stambule
  - Nagroda specjalna jury